# Anabarhynchus spitzeri
Anabarhynchus spitzeri är en tvåvingeart som beskrevs av Lyneborg 1992. Anabarhynchus spitzeri ingår i släktet Anabarhynchus och familjen stilettflugor. Inga underarter finns listade i Catalogue of Life.